# ساراپول ۲۶۸۵۱
سیارک ۲۶۸۵۱ (به انگلیسی: 26851 Sarapul، نامگذاری:1992OV5) بیست و شش هزار و هشتصد و پنجاه و یکمین سیارک کشف شده‌است که در ۳۰ ژوئیه ۱۹۹۲ کشف شد.